# Камила Лекберг
Вижте пояснителната страница за други личности с името Камила.
Камила Лекберг (на шведски: Camilla Läckberg, фамилното име се произнася като Лекбери) е шведска писателка, авторка на бестселъри в жанровете трилър, криминален роман и детска литература.

## Биография и творчество
Жан Едит Камила Лекберг е родена на 30 август 1974 г. във Фелбака, Вестра Йоталанд, Швеция. Запленена от криминалните романи започва да пише от ранна възраст и мечтае да бъде писателка. Завършва обаче с магистърска степен по икономика в Университета за икономика и търговско право в Гьотеборг, след което заминава за Стокхолм, където работи в продължение на няколко години като продуктов мениджър в телекомуникационните компании „Телия“ и „Фортум“. Мечтата ѝ да пише се осъществява когато за Коледа нейните близки ѝ подаряват участие в учебен курс по писане на криминални новели.
През 2003 г. е публикуван първият ѝ криминален роман „Ледената принцеса“ от поредицата „Патрик Хендстрьом“. Място на действието е родният град на писателката, а главни герои са местният полицейски комисар Хендстрьом и писателката Ерика Фалк, които разследват заедно заплетени случаи на мистериозни убийства. Първите два романа от поредицата са приети добре от критиката и читателите, но големият ѝ успех идва с третата книга от поредицата „Каменоделецът“ станал национален бестселър и криминален роман на годината. Романите са характерни със снежния си антиутопичен декор и ужасяващи интриги, които се развиват в едно капсулирано общество, със своите пълноценни психологическите профили на героите, и с развитието на семейните отношения между двамата главни герои.
През 2007 г. започва екранизирането на поредицата в едноименни телевизионни филми с участието на Никлас Хюлстрьом и Елизабет Карлсон, а от 2012 г. и в телевизионната поредица „Убийства във Фелбака“ с участието на Клаудия Гали и Патрик Хендстрьом.
Произведенията на писателката често са преведени на над 25 езика, издадени са в над 50 страни по света и в над 12 милиона екземпляра. През 2008 г. получава Голямата национална награда за криминална литература.
В допълнение към работата си пише текстове за песни, съсобственик е на компанията за бижута „Сахара Силвър“ и на музикална компания, участва в телевизионни предавания, включително в денс-шоу.
Камила Лекберг се развежда с първия си съпруг Мики Ериксон през 2007 г. В периода 2010 – 2014 г. е омъжена за писателя Мартин Мелин. От първия си брак има две деца – Уил и Мея, а от втория един син – Чарли.
Камила Лекберг живее със семейството си в Енскеде, южно предградие на Стокхолм.

## Произведения

### Самостоятелни романи
- Snöstorm och mandeldoft (2007) – издаден и като „The Scent of Almonds“
- Златната клетка изд.: ИК „Колибри“, София (2018),

### Серия „Патрик Хендстрьом“ (Patrik Hedstrom)
1. Isprinsessan (2003)
Ледената принцеса, изд.: ИК „Колибри“, София (2011), прев. Неда Димова
2. Predikanten (2004)
Проповедникът, изд.: ИК „Колибри“, София (2012), прев. Васа Ганчева
3. Stenhuggaren (2005)
Каменоделецът, изд.: ИК „Колибри“, София (2013), прев. Неда Димова
4. Olycksfågeln (2006) – издаден и като „The Stranger“
Прокоба, изд.: ИК „Колибри“, София (2014), прев. Ева Кънева
5. Tyskungen (2007)
Немското дете, изд.: ИК „Колибри“, София (2015), прев. Надя Баева, Александра Кирякова
6. Sjöjungfrun (2008)
Русалката, изд.: ИК „Колибри“, София (2015), прев. Любомир Гиздов
7. Fyrvaktaren (2009)
Пазачът на фара, изд.: ИК „Колибри“, София (2016), прев. Любимир Гиздов
8. Änglamakerskan (2011)
Бавачката на ангели, изд.: ИК „Колибри“, София (2016), прев. Любомир Гиздов
9. Lejontämjaren (2014)
Укротителят на лъвове, изд.: ИК „Колибри“, София (2017), прев. Любомир Гиздов
10. Häxan (2017)
Вещицата, изд.: ИК „Колибри“, София (2018), прев. Любомир Гиздов

### Детска литература
- Smaker från Fjällbacka (2008)
- Fest, mat och kärlek (2011)

#### Серия „Супер Чарли“ (Super Charlie)
1. Super Charlie (2011)
2. Super-Charlie och gosedjurstjuven (2012)
3. Super-Charlie och mormorsmysteriet (2013)

### Сборници
- Mord och mandeldoft (2013) – издаден и като „The Scent of Almonds and other stories“

### Екранизации
- 2007 Isprinsessan – ТВ филм, по романа
- 2007 Predikanten – ТВ филм, по романа
- 2009 Stenhuggaren – ТВ филм, по романа
- 2010 Olycksfågeln – ТВ филм, по романа
- 2012 Fjällbackamorden: I betraktarens öga – ТВ филм, сюжет
- 2013 Tyskungen – по романа
- 2013 Fjällbackamorden: Strandridaren – ТВ филм, герои
- 2013 Fjällbackamorden: Havet ger, havet tar – ТВ филм, сюжет
- 2013 Fjällbackamorden: Ljusets drottning – ТВ филм, сюжет
- 2013 Fjällbackamorden: Vänner för livet – ТВ филм, сюжет